# داچیا ایزی-آر
داچیا ایزی-آر یک جعبه‌دنده دستی خودکار است که توسط برند داچیا گروه رنو که از عملگر الکترومکانیکی استفاده می‌کند؛ جهت تغییر دنده به‌کارگرفته می‌شود. ایزی-آر از یک جعبه‌دنده دستی سنتی با یک کنترل رایانه‌ای، کلاچ الکترونیکی؛ که تغییر دنده‌ها خودکار بوده و نیاز به پدال کلاچ نیز حذف شده‌است؛ استفاده می‌نماید.

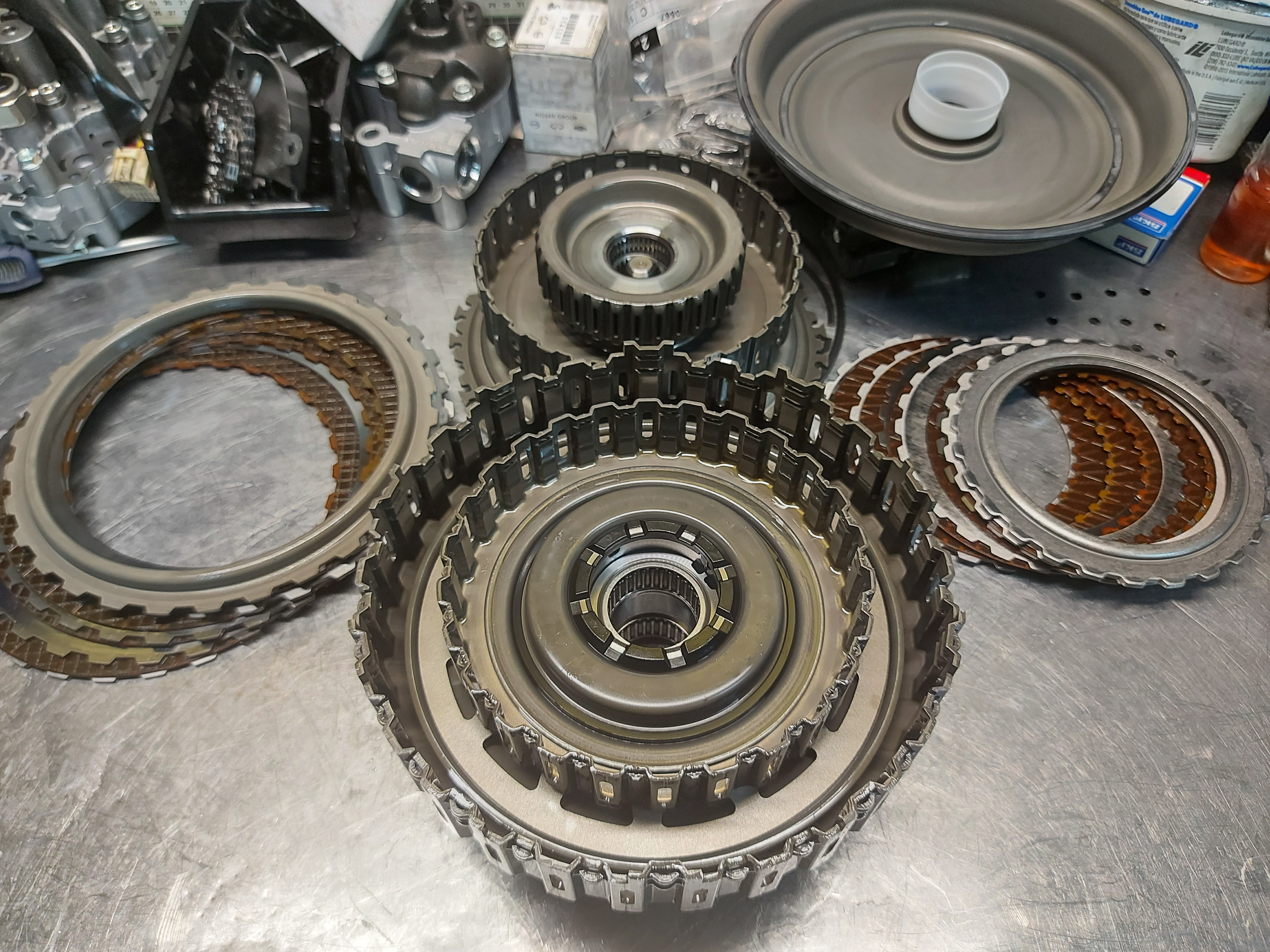
نمایی از جعبه‌دنده DQ250، محصولی از داچیا

داچیا ایزی-آر هم‌اکنون در مدل‌های ساندرو و لوگان موجود است. همچنین ایزی-آر بر روی نسخه هندی خودروهای داستر، کوئید و ترایبر نیز موجود می‌باشد.